# جاك كورتني (لاعب دوري الرغبي)
جاك كورتني (بالإنجليزية: Jack Courtney)‏ هو لاعب دوري الرغبي أسترالي، ولد في 1901، وتوفي في 1948.